# Ileana Ongar
Ileana Ongar, po mężu Ranaldi (ur. 24 grudnia 1950 w Aleksandrii) – włoska lekkoatletka, płotkarka, czterokrotna medalistka igrzysk śródziemnomorskich, olimpijka.

## Kariera sportowa
Odpadła w  półfinale biegu na 100 metrów przez płotki na mistrzostwach Europy w 1971 w Helsinkach.
Zdobyła srebrny medal w tej konkurencji (przegrywając jedynie z Mileną Leskovac z Jugosławii, a wyprzedzając inną Jugosłowiankę Đurđę Fočić) oraz złoty medal w sztafecie 4 × 100 metrów na igrzyskach śródziemnomorskich w 1971 w Izmirze. Odpadła w eliminacjach biegu na 50 metrów przez płotki na halowych mistrzostwach Europy w 1972 w Grenoble.
Ponownie zdobyła srebrny medal w biegu na 100 metrów przez płotki (za Nadine Fricault z Francji, a przed Đurđą Fočić), a także brązowy medal w sztafecie 4 × 100 metrów na igrzyskach śródziemnomorskich w 1975 w Algierze. Zajęła 8. miejsce w finale biegu na 100 metrów na igrzyskach olimpijskich w 1976 w Montrealu.
Zajęła 6. miejsce w biegu na 60 metrów przez płotki na halowych mistrzostwach Europy w 1977 w San Sebastián, a na kolejnych halowych mistrzostwach Europy w 1978 w Mediolanie odpadła w półfinale tej konkurencji. Na mistrzostwach Europy w 1978 w Pradze odpadła w półfinale biegu na 100 metrów przez płotki.
Była mistrzynią Włoch w biegu na 100 metrów przez płotki w latach 1972–1978 oraz w sztafecie 4 × 100 metrów i w sztafecie 4 × 200 metrów w 1971. W hali była mistrzynią Włoch w biegu na 60 metrów przez płotki w latach 1971, 1972 i 1976–1978.
Wielokrotnie poprawiała rekord Włoch w biegu na 100 metrów przez płotki, od czasu 13,8 s uzyskanego 2 maja 1971 w Rzymie do wyniku 13,34 s, osiągniętego 13 czerwca 1976 w Fürth, a poprawionego dopiero w 1986 przez Patrizię Lombardo. Wyrównała również rekord swego kraju w sztafecie 4 × 100 metrów z czasem 45,6 s (15 października 1971 w Izmirze).